# Dominik Weglarz
Dominik Weglarz est un céiste polonais pratiquant le slalom.

## Palmarès

### Championnats d'Europe de canoë-kayak slalom
- 2008 à Cracovie, (Pologne)
  -  Médaille d'argent en C2 par équipe
- 2013 à Cracovie, (Pologne)
  -  Médaille d'argent en C2 par équipe